# Csepel SC
Csepel Sport Club je maďarský fotbalový klub z Budapešti. Založen byl roku 1912. Vrcholnou éru prožíval ve 40. letech 20. století. Čtyřikrát se stal mistrem Maďarska (1942, 1943, 1949, 1959). Díky poslednímu titulu se jedinkrát ve své historii zúčastnil evropských pohárů, v předkole Poháru mistrů evropských zemí 1959/60 byl vyřazen tureckým Fenerbahce Istanbul. Ještě v 80. letech se klub držel mezi maďarskou špičkou (v sezóně 1982/83 byl čtvrtý v 1. lize), v 90. letech však přišel pád. Fotbalový klub byl v podstatě rozpuštěn po sezóně 2001/02, později se znovuzorganizoval, působí ovšem v nižších soutěžích. V historické tabulce maďarské ligy (k roku 2009) držel 7. místo.

## Historické názvy
- 1912 - Csepeli TK
- 1932 - Csepel FC
- 1937 - Weisz-Manfréd FC Csepel
- 1944 - Csepel SC
- 1947 - Csepeli Mukás TE
- 1950 - Csepeli Vasas
- 1958 - Csepeli SC
- 1993 - Csepel SC-Kordax
- 1996 - Csepel SC